# سلی (آستارا)
سلی یک روستا در ایران است که در دهستان چلوند شهرستان آستارا واقع شده‌است. سلی ۳۰ نفر جمعیت دارد.